# М-32 (двигатель)
М-32  — советский авиационный V-образный 16-цилиндровый двигатель водяного охлаждения, спроектированный в Институте авиационного моторостроения (ИАМ) под руководством В.М. Яковлева. 
Двигатель для истребителей этой конструкции разрабатывался с 1929 г. на заводе № 24, а с февраля 1931 года в ИАМ под руководством В.М. Яковлева. В октябре 1934 двигатель запустили на стенде. В 1934 году поступило задание на модификацию двигателя под наименованием М-32РН. Двигатель был изготовлен и поставлен на стенд. В 1935 году шла доводка двигателя. К этому времени М-32 уже устарел, поэтому работы по нему прекратили. Всего изготовили 5 экземпляров М-32.

## Конструкция
Двигатель М-32 представлял собой 16-цилиндровый V-образный четырёхтактный поршневой двигатель водяного охлаждения. Угол развала блоков цилиндров 45°.
На первом варианте отсутствовал редуктор и нагнетатель. При испытании выявилось растрескивание головок и выкрашивание подшипников. На следующих двигателях применялись усиленные блоки. При модификации двигателя были установлены редуктор и односкоростной ПЦН.

## Модификации
Существовали следующие модификации двигателя:
- М-32 — первоначальный вариант, без редуктора и ПЦН. Вес по заданию 400 кг, фактически 430 кг.
- М-32РН — вариант с редуктором и односкоростным ПЦН. Вес 460 кг.

## Применение
Двигатель М-32 предлагался для установки на истребители: 
- И-9
- И-13
- ДИ-6